# Besiko (huyện)
Huyện Besiko là một huyện (distrito) thuộc tỉnh Ngäbe Buglé ở Panama. Theo điều tra dân số năm 2000, huyện này có dân số 16843 người. Huyện Besiko có diện tích 637 km². Huyện lỵ đóng tại Soloy.